# Богдыхан

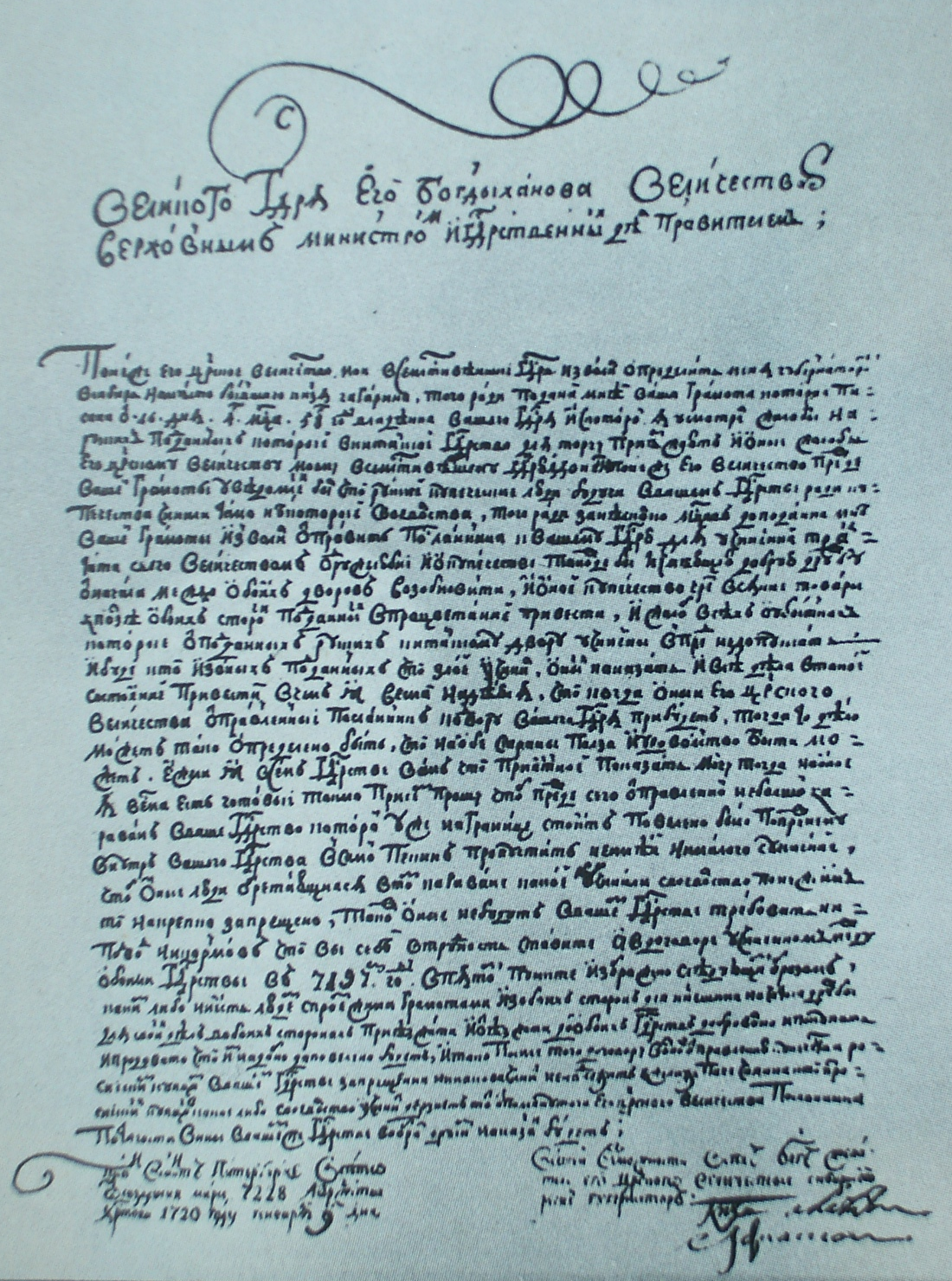
Из переписки 1720 года сибирского губернатора с правительством Китая. Грамота адресована «верховному министру» «Великого Государя Его Богдыханова Величества»

Богдыха́н (монг. Богд хаан — «священный государь») — термин, которым в русских грамотах XV—XVI веков называли императоров Китая династии Мин (1368—1644) и позднее Цин.
Появление титула в русском обиходе по-видимому связано с присвоением монгольского титула «богдо-хан» маньчжурским императором Абахаем (1592—1643) ещё до завоевания маньчжурами Китая.
В грамотах времён похода Хабарова на Амур (1650-е гг.) и последовавших русско-китайских контактов встречаются также выражения «богдойский царь», «богдойский князь», «богдойский хан».
В русской литературе в широком смысле долгое время употреблялся по отношению к китайским императорам вообще. Например, у А.С.Пушкина:
…Стальные рыцари, угрюмые султаны,
Монахи, карлики, арапские цари,
Гречанки с чётками, корсары, богдыханы… 
После монгольской национальной революции (1911) титул «богдо-хан» (также в российских источниках «богдыхан», «богдохан») принял взошедший на престол глава монгольских буддистов Богдо-гэгэн VIII, унаследовав его от последнего цинского императора.

## См. также

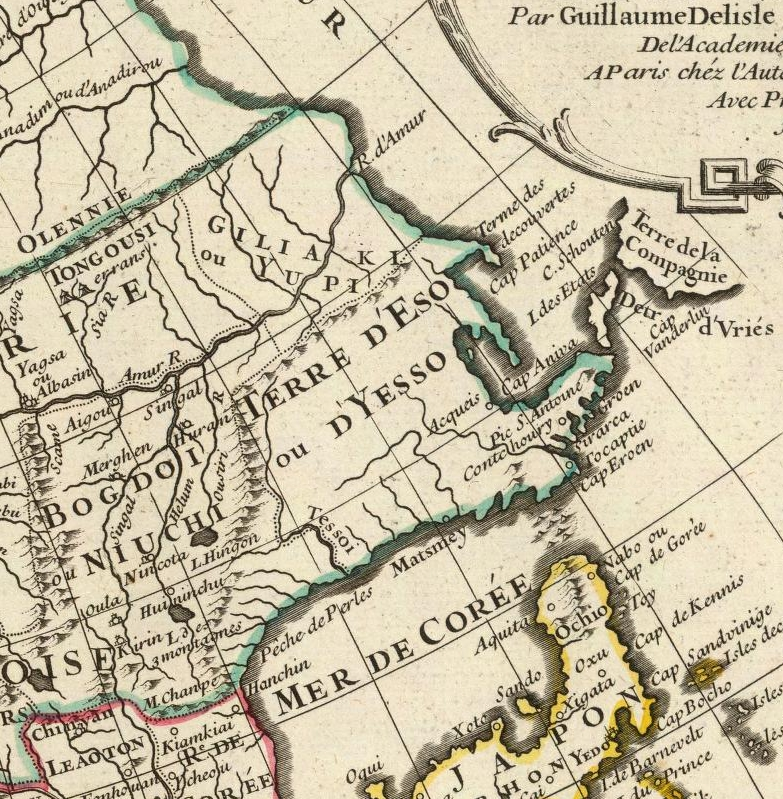
Французская карта 1723 г., использующая значительное количество русской топонимики, указывает земли «Богдоя» (Bogdoi) на правом берегу Амура, по Сунгари (Singal). (Niuchi — одно из названий чжурчжэней, то есть маньчжуров)